# 江西省 (清朝)
江西省（穆麟德轉寫：giyangsi golo），为清朝的内地十八省之一。

## 督抚沿革
1645年，设江西巡抚、江西布政使司。1645年—1665年另有南赣巡抚。1645年，两江总督管辖，1661年，专设江西总督，1665年，裁撤江西总督，1674年，复设江西总督，1682年，裁撤江西总督，两江总督管辖江西。

## 行政区划
| 江西省行政区划图（1820年）                                                                        |
| 南昌府 建昌府 抚州府 袁州府 瑞州府 临江府 饶州府 广信府 九江府 南康府 吉安府 赣州府 南安府 宁都州 |

清朝下轄十三府、一直隸州，共計一州、四廳、七十四縣：

### 糧儲兼南撫建道
- 南昌府
  - 下辖：南昌县（附郭）、新建县（附郭）、丰城县、进贤县、奉新县、靖安县、武宁县、义宁州（1801年由宁州改）、铜鼓厅（1910年设）。
- 建昌府
  - 下辖：南城县（附郭）、新城县、南丰县、广昌县、泸溪县。
- 撫州府
  - 下辖：临川县（附郭）、崇仁县、金溪县、宜黄县、乐安县、东乡县。

### 饒廣九南道
- 饒州府
  - 下辖：鄱阳县（附郭）、余干县、乐平县、浮梁县、德兴县、安仁县、万年县。
- 九江府
  - 下辖：德化县（附郭）、德安县、瑞昌县、湖口县、彭泽县。
- 廣信府
  - 下辖：上饶县（附郭）、玉山县、弋阳县、贵溪县、铅山县、广丰县、兴安县。
- 南康府
  - 下辖：星子县（附郭）、都昌县、建昌县、安义县。

### 袁瑞南臨鹽法道
- 袁州府
  - 下辖：宜春县（附郭）、分宜县、萍乡县、万载县、上栗市厅（1907年分萍乡县设）。
- 臨江府
  - 下辖：清江县（附郭）、新淦县、新喻县、峡江县。
- 瑞州府
  - 下辖：高安县（附郭）、上高县、新昌县。

### 吉贛南寧道
- 吉安府
  - 下辖：庐陵县（附郭）、泰和县、吉水县、永丰县、安福县、龙泉县、万安县、永新县、永宁县、莲花厅（1743年设）。
- 贛州府
  - 下辖：贛县（附郭）、雩都县、信丰县、兴国县、会昌县、安远县、长宁县、龙南县、定南厅（1773年由定南县改）、虔南厅（1903年设）。
- 南安府
  - 下辖：大庾县（附郭）、南康县、上犹县、崇义县。
- 寧都直隸州，1754年，分贛州府设。
  - 下辖：宁都县（附郭）、瑞金县、石城县。